# غواصة يو-6 (ألمانيا)
غواصة يو-6 كانت واحدة من 329 غواصة تخدم في البحرية الإمبراطورية الألمانية في الحرب العالمية الأولى. شاركت في الحرب البحرية وشاركت في معركة الأطلسي الأولى. نسفتها الغواصة أتش أم أس إي16 البريطانية قبالة مدينة ستافنجر النرويجية في 15 سبتمبر 1915. 